# Endrunde der Deutschen Mannschaftsmeisterschaft im Schach 1950
Die Endrunde der Deutschen Mannschaftsmeisterschaft im Schach 1950 fand am 2. bis 4. November 1950 in Berlin statt.
Es traten die Hamburger Schachgesellschaft, die Schachgesellschaft Eckbauer, der Freiburger Schachverein und der Kölner Schachklub im Finale der Westdeutschen Mannschaftsmeisterschaft 1950 in München an. Es wurde ein Rundenturnier ausgetragen.

## Erste Runde
|   | Hamburg           | Köln            | 5,5:2,5 |
| - | ----------------- | --------------- | ------- |
| 1 | Ludwig Rellstab   | Karl-Heinz Böse | 1:0     |
| 2 | Carl Ahues        | F. Mayntz       | 0,5:0,5 |
| 3 | Gerhard Pfeiffer  | Michel Patalas  | 1:0     |
| 4 | Walter Sahlmann   | Paul Wolski     | 1:0     |
| 5 | Georg Maicherczyk | Rudi Muth       | 0:1     |
| 6 | Schumann          | Adams           | 0:1     |
| 7 | Lehmann           | Ernst Dufek     | 1:0     |
| 8 | Mrozek            | Zeiler          | 1:0     |

|   | Freiburg           | Berlin             | 2,0:6,0 |
| - | ------------------ | ------------------ | ------- |
| 1 | Friedrich Kopp     | Kurt Gumprich      | 0:1     |
| 2 | Gottlieb Machate   | Gottfried Grohmann | 1:0     |
| 3 | Emil Joseph Diemer | Alfred Kinzel      | 0:1     |
| 4 | Schuppler          | Walter Jurgschat   | 0:1     |
| 5 | Rudolf Kraus       | Fritz Steneberg    | 0:1     |
| 6 | Karl Wettach       | Friedrich Vogt     | 0:1     |
| 7 | Klaus Geis         | Gerhard Treumann   | 1:0     |
| 8 | Karl Kammerer      | Probst             | 0:1     |

## Zweite Runde
|   | Freiburg           | Hamburg           | 2,5:5,5 |
| - | ------------------ | ----------------- | ------- |
| 1 | Friedrich Kopp     | Ludwig Rellstab   | 0:1     |
| 2 | Gottlieb Machate   | Carl Ahues        | 0,5:0,5 |
| 3 | Emil Joseph Diemer | Gerhard Pfeiffer  | 0:1     |
| 4 | Schuppler          | Walter Sahlmann   | 1:0     |
| 5 | Rudolf Kraus       | Georg Maicherczyk | 0:1     |
| 6 | Karl Wettach       | Schumann          | 0:1     |
| 7 | Klaus Geis         | Lehmann           | 1:0     |
| 8 | Karl Kammerer      | Mrozek            | 0:1     |

|   | Berlin             | Köln            | 5,5:2:5 |
| - | ------------------ | --------------- | ------- |
| 1 | Kurt Gumprich      | Karl-Heinz Böse | 0,5:0,5 |
| 2 | Gottfried Grohmann | F. Mayntz       | 1:0     |
| 3 | Alfred Kinzel      | Michel Patalas  | 1:0     |
| 4 | Walter Jurgschat   | Paul Wolski     | 1:0     |
| 5 | Fritz Steneberg    | Rudi Muth       | 1:0     |
| 6 | Friedrich Vogt     | Adams           | 1:0     |
| 7 | Gerhard Treumann   | Ernst Dufek     | 0:1     |
| 8 | Probst             | Zeiler          | 0:1     |

## Dritte Runde
|   | Hamburg           | Berlin             | 7,0:1,0 |
| - | ----------------- | ------------------ | ------- |
| 1 | Ludwig Rellstab   | Kurt Gumprich      | 1:0     |
| 2 | Carl Ahues        | Gottfried Grohmann | 0,5:0,5 |
| 3 | Gerhard Pfeiffer  | Alfred Kinzel      | 1:0     |
| 4 | Walter Sahlmann   | Walter Jurgschat   | 1:0     |
| 5 | Georg Maicherczyk | Fritz Steneberg    | 1:0     |
| 6 | Schumann          | Friedrich Vogt     | 1:0     |
| 7 | Lehmann           | Gerhard Treumann   | 0,5:0,5 |
| 8 | Mrozek            | Probst             | 1:0     |

|   | Freiburg           | Köln            | 7,0:1,0 |
| - | ------------------ | --------------- | ------- |
| 1 | Friedrich Kopp     | Karl-Heinz Böse | 1:0     |
| 2 | Gottlieb Machate   | F. Mayntz       | 1:0     |
| 3 | Emil Joseph Diemer | Michel Patalas  | 1:0     |
| 4 | Schuppler          | Günter Firle    | 1:0     |
| 5 | Rudolf Kraus       | Rudi Muth       | 1:0     |
| 6 | Karl Wettach       | Adams           | 0:1     |
| 7 | Klaus Geis         | Ernst Dufek     | 1:0     |
| 8 | Karl Kammerer      | Zeiler          | 1:0     |

## Kreuztabelle
|   | Verein   | 1   | 2   | 3   | 4   | Punkte |
| - | -------- | --- | --- | --- | --- | ------ |
| 1 | Hamburg  |     | 7,0 | 5,5 | 5,5 | 18,0   |
| 2 | Berlin   | 1,0 |     | 6,0 | 5,5 | 12,5   |
| 3 | Freiburg | 2,5 | 2,0 |     | 7,0 | 11,5   |
| 4 | Köln     | 2,5 | 2,5 | 1,0 |     | 6,0    |

## Die Meistermannschaft
| 1.            | Hamburger Schachgesellschaft                                                                                 |
| Schachfiguren | Ludwig Rellstab, Carl Ahues, Gerhard Pfeiffer, Walter Sahlmann, Schumann, Georg Maicherczyk, Lehmann, Mrozek |